# Libkov, Chrudim
Libkov là một làng thuộc huyện Chrudim, vùng Pardubický, Cộng hòa Séc.